# Hřbitov ve Lhotě u Konice
Hřbitov ve Lhotě u Konice na Prostějovsku se nacházel severně od vsi na jižním okraji lesa. Jeho rozloha byla 1188 m².

## Popis
Hřbitov se přestal využívat ve druhé polovině 20. století. Je zarostlý travou a nálety, náhrobky jsou zdevastované. Márnice s věžičkou na ploše 30 m² v severovýchodním rohu je kamenná, neomítaná a prázdná. Vpředu má trojúhelníkový štít. Její střecha je proděravělá, poškozené je zdivo pravého předního rohu a dveře, okno je rozbité.